# Roy Devyn Marble
Roy Devyn Marble, né le 21 septembre 1992 à Southfield, Michigan (États-Unis), est un joueur américain de basket-ball. Il évolue aux postes d'arrière et d'ailier.

## Carrière universitaire
En 2010, il rejoint les Hawkeyes de l'Iowa en NCAA. 
Durant sa dernière année universitaire, il tourne à 17,0 points par match, 3,2 rebonds par match, 3,6 assists par match; 42,0 % au tir, 34,9 % à trois points, 71,4 % au lancer-franc.

## Carrière professionnelle
Roy Devyn Marble est choisi en 56e place par les Nuggets de Denver lors de la draft 2014 de la NBA. Le soir de la draft, il est transféré au Magic d'Orlando avec Evan Fournier contre Arron Afflalo.
En juillet 2014, il participe à la NBA Summer League de Las Vegas avec le Magic. Le 24 juillet, il signe son premier contrat professionnel avec le Magic.
En janvier 2015 (saison 2014-2015), puis en novembre 2015 (saison 2015-2016), il est envoyé chez les BayHawks d'Erie en D-League, équipe de développement du Magic. Il joue 6 matches lors de son premier passage pour 13 points par match et 14 matches lors du second passage pour 14,8 points par match.
A l'été 2016, il est envoyé chez les Clippers de Los Angeles + un second tour de la draft 2020 contre C.J. Wilcox et de l'argent. Marble est immédiatement coupé par la franchise californienne.
En août 2016, il signe un contrat d'un an avec l'Aris Salonique dans le championnat grec. En décembre 2016, il rompt son contrat avec le club grec.
En janvier 2017, il rejoint l'équipe italienne de l'Aquila Basket Trente jusqu'à la fin de la saison en cours. Il se blesse gravement au genou durant la saison. En juillet 2018, il se réengage avec le club italien pour une nouvelle saison.
En août 2019, il est invité au training camp des Warriors avec un contrat "Exhibit 10" afin de prendre la dernière place libre dans l'effectif de la franchise californienne pour la saison 2019-2020. En novembre 2019, il rejoint les Warriors de Santa Cruz en G-League. Il va jouer la première partie de la saison avec la franchise de développement des Warriors de Golden State. Il jouera 26 matches pour 12,4 points par match.
Il signe le 22 janvier 2020 un nouveau contrat jusqu'à la fin de la saison en Italie avec le Virtus Bologne. Il ne peut commencer sa saison avec le club italien en raison de l'arrêt du championnat à cause de la pandémie de COVID-19.

## Clubs successifs
- 2010-2014 :  Hawkeyes de l'Iowa (NCAA).
- 2014-2016 :  Magic d'Orlando (NBA).
- 2014-2016 :  BayHawks d'Erie (D-League)
- 2016 :  Aris Salonique (A1 Ethniki)
- 2017-2019 :  Aquila Basket Trente (Lega Basket)
- 2019-2020 :  Warriors de Santa Cruz (G-League)
- 2020- :  Virtus Bologne (Lega Basket)

## Statistiques

### Universitaires
Les statistiques en matchs universitaires de Roy Devyn Marble sont les suivantes :
| Année     | Équipe             | Matches | Titul. | Min./m. | %tir | %3pts | %l-f | rbds/m. | pass/m. | int/m. | ctr/m. | pts/m. |
| --------- | ------------------ | ------- | ------ | ------- | ---- | ----- | ---- | ------- | ------- | ------ | ------ | ------ |
| 2010-2011 | Hawkeyes de l'Iowa | 31      | 6      | 19,1    | 37,9 | 26,8  | 53,0 | 2,39    | 1,32    | 0,68   | 0,06   | 5,74   |
| 2011-2012 | Hawkeyes de l'Iowa | 35      | 27     | 29,5    | 43,6 | 39,3  | 72,3 | 3,80    | 3,60    | 1,51   | 0,40   | 11,49  |
| 2012-2013 | Hawkeyes de l'Iowa | 37      | 37     | 30,5    | 40,9 | 32,7  | 81,0 | 3,95    | 3,03    | 1,14   | 0,27   | 14,97  |
| 2013-2014 | Hawkeyes de l'Iowa | 33      | 33     | 30,2    | 42,0 | 34,9  | 71,4 | 3,21    | 3,58    | 1,82   | 0,21   | 16,97  |
| Total     |                    | 136     | 103    | 27,6    | 41,5 | 33,8  | 72,6 | 3,38    | 2,92    | 1,29   | 0,24   | 12,46  |

## Records en NBA
Les records personnels de Devyn Marble, officiellement recensés par la NBA sont les suivants :
| Type de statistique         | Saison régulière | Saison régulière                                 | Saison régulière                |
| Type de statistique         | Record           | Adversaire                                       | Date                            |
| --------------------------- | ---------------- | ------------------------------------------------ | ------------------------------- |
| Points en un match          | 8                | Grizzlies de Memphis                             | 16 janvier 2015                 |
| Paniers marqués en un match | 3                | @ Trail Blazers de Portland Grizzlies de Memphis | 10 janvier 2015 16 janvier 2015 |
| Paniers tentés en un match  | 8                | Rockets de Houston                               | 14 janvier 2015                 |
| Paniers à 3 points réussis  | 1                | 4 fois                                           |                                 |
| Paniers à 3 points tentés   | 6                | Rockets de Houston                               | 14 janvier 2015                 |
| Lancers francs réussis      | 3                | Rockets de Houston                               | 14 janvier 2015                 |
| Lancers francs tentés       | 4                | Grizzlies de Memphis @ Knicks de New York        | 16 janvier 2015 23 janvier 2015 |
| Rebonds offensifs           | 2                | Rockets de Houston Grizzlies de Memphis          | 14 janvier 2015 16 janvier 2015 |
| Rebonds défensifs           | 5                | @ Bulls de Chicago                               | 12 janvier 2015                 |
| Rebonds totaux              | 5                | @ Bulls de Chicago                               | 12 janvier 2015                 |
| Passes décisives            | 4                | @ Bulls de Chicago                               | 12 janvier 2015                 |
| Interceptions               | 5                | @ Trail Blazers de Portland                      | 10 janvier 2015                 |
| Contres                     | 1                | @ Knicks de New York Pacers d'Indiana            | 23 janvier 2015 25 janvier 2015 |
| Balles perdues              | 2                | Rockets de Houston Grizzlies de Memphis          | 14 janvier 2015 16 janvier 2015 |
| Minutes jouées              | 32               | Grizzlies de Memphis                             | 16 janvier 2015                 |

- Double-double : aucun (au terme de la saison 2014/2015).
- Triple-double : aucun.

## Palmarès
- First team All-Big Ten (2014)
- Third team All-Big Ten (2013)